# Thorkil Barfod
Thorkil Barfod, född den 24 juli 1889 i Hjørlunde, död den 28 november 1947 (osäkert datum), var en dansk författare och journalist, sonson till Povl Frederik Barfod.
Barfod blev student 1907. Han var medarbetare vid många tidningar, bland andra Fyns Venstreblad (1919–1920), Berlingske Tidende (1920–1921) och København (1922–1924). Han skrev lyrik, berättelser och romaner. Hans lyrik utmärktes av en graciös elegans och formsäkerhet, som för övrigt röjer stark påverkan från Sophus Claussen. Han är dessutom en spirituell och ironisk berättare. Av Barfod har utkommit bland annat Det evig Foraar (1917), Spot og Spe (1919) samt Den blaa Sommerfugl (1921).